# فريدون جيراني
فريدون جيراني (بالفارسية: فریدون جیرانی) (و. 1951 في كاشمر - ) مخرج سينمائي وكاتب سيناريو ومقدم تلفزيوني إيراني . كان مخرجًا ومنتجًا للعمل التلفزيوني (سبعة) وهو مسلسل تلفزيوني إيراني عن السينما الإيرانية، حتى عام 2012. إلى جانب أدائه غير التقليدي في هافت، اشتهر بإخراج ريد، سلطة الموسم، المياه والنار، بينك وأنا أم. 

## روابط خارجية
- فريدون جيراني على موقع IMDb (الإنجليزية)
- فريدون جيراني على موقع أول موفي (الإنجليزية)
- فريدون جيراني على موقع قاعدة بيانات الفيلم (الإنجليزية)
- فريدون جيراني على موقع كينوبويسك (الروسية)

- فريدون جيراني في قاعدة بيانات الأفلام على الإنترنت